# Irbisia sericans
Irbisia sericans är en insektsart som först beskrevs av Carl Stål 1858.  Irbisia sericans ingår i släktet Irbisia och familjen ängsskinnbaggar. Inga underarter finns listade i Catalogue of Life.